# Elecciones generales de Guinea-Bisáu de 1976
Las elecciones generales de Guinea-Bisáu de 1976 se realizaron entre el 19 de diciembre de 1976 y principios de enero de 1977 debido a un retraso en la votación. El país era un estado de partido único bajo el liderazgo del Partido Africano para la Independencia de Guinea y Cabo Verde. Se presentó a los votantes una sola lista oficial de candidatos al PAIGC, aunque en algunas áreas la gente votó por candidatos no oficiales, que lograron casi el 20% del voto nacional. La Asamblea eligió a Luís Cabral para el cargo de Presidente el 13 de marzo de 1977.